# Melanagromyza proclinata
Melanagromyza proclinata är en tvåvingeart som beskrevs av Spencer 1963. Melanagromyza proclinata ingår i släktet Melanagromyza och familjen minerarflugor. Inga underarter finns listade i Catalogue of Life.